# Кладенац принцезе Јелене
Кладенац принцезе Јелене је бањски извор изграђен 1911. године, у Бањи Ковиљачи.
Чесма је изграђена у периоду када је краљ Петар I Карађорђевић боравио у Бањи Ковиљачи са својом ћерком, Јеленом, у време објаве њене веридбе. Мештани бање су, желећи да обележе овај свечани догађај, приредили принцези вече фолклора и програм игара из подрињског краја, док је она у знак захвалности одлучила да сагради чесму изнад самог бањског парка, где је извирала планинска вода на више места.
Фотографија са свечаног отварања „кладенца књегинице Јелене” објављена је у јулу 1911. године у првом бањском листу „Ковиље” који је штампан у Шапцу, и популарним возом „ћиром” допреман у Бању Ковиљачу. Са доласком нове власти после Другог светског рата, поменути назив извора је промењен и добија нови, касније код мештана и гостију одомаћени назив, „Три чесме”.